# Izabella Nawe-Spychalska
Izabella Nawe-Spychalska z domu Binek (ur. 27 maja 1943 w Mariance Rędzińskiej, zm. 18 lipca 2018 w Łodzi) – polska śpiewaczka operowa (sopran koloraturowy).

## Życiorys
Karierę rozpoczęła w 1958 nagrywając Piosenkę dziecięcą wraz z Zespołem Pieśni i Tańca „Śląsk”, którego była w kolejnych latach solistką występując jako Izabela Nawe. Jednocześnie z występami w „Śląsku” kształciła się w Szkole Muzycznej w Katowicach, w klasie wokalnej Janiny Jeziorańskiej. 17 listopada 1968 debiutowała na deskach Teatru Wielkiego w Łodzi w partii Gildy w operze Rigoletto – Giuseppe Verdiego. Z Teatrem Wielkim w Łodzi związana była przez kolejne trzy sezony wcielając się między innymi w Blondę w Uprowadzeniu z seraju – Wolfganga Amadeusa Mozarta, Łucję w Łucji z Lammermooru –  Gaetana Donizettiego, Małgorzatę w Fauście – Charles’a Gounoda, Eurydykę w Orfeuszu w piekle – Jacques’a Offenbacha, Adelę w Zemście nietoperza – Johanna Straussa syna, czy Rozynę w Cyruliku sewilskim – Gioacchina Rossiniego. W okresie łódzkim dokonała także nagrań radiowych dla Radia Łódź we współpracy z Henrykiem Debichem. 
W latach 1971–1996 była solistką i pierwszym sopranem koloraturowym Deutsche Staatsoper w Berlinie, występując także na scenach operowych Wiednia, Budapesztu, Lizbony, Lyonu, Brukseli, Hamburga, Monachium, Paryża, Lozanny, Sztokholmu, San Francisco i Tokio. W Niemczech krztałciła się także u Dagmary Fierwald-Lange. Od 1981 występowała również w Teatrze Wielkim-Operze Narodowej w Warszawie.
Jej pierwszym mężem był tancerz Zespołu Pieśni i Tańca „Śląsk” – Henryk Nawe z którym miała córkę Aleksandrę Nawe – pianistkę. Drugim mężem Izabeli Nawe został jej partner sceniczny z Teatru Wielkiego w Łodzi, śpiewak Romuald Spychalski, z którym miała syna Romualda Spychalskiego, również śpiewaka. 
Zmarła 18 lipca 2018 w Łodzi i została pochowana na cmentarzu w Kaletniku koło Koluszek. W dwa tygodnie po jej śmierci, zmarł także jej mąż Romuald Spychalski.